# Puščavska vrtnica (kristal)
Puščavska vrtnica je zapletena vrtnici podobna tvorba kristalnih grozdov sadre ali barita, ki vključujejo obilo peščenih zrn. Cvetni listi so kristali, sploščeni na osi c, ki se pahljačasto razpirajo v žareče grozde.
Rozetasta kristalna tvorba se običajno pojavi, ko kristali nastanejo v sušnih peščenih razmerah, kot je izhlapevanje plitke soli. Kristali tvorijo krožni niz ploščatih plošč, ki dajejo kamnini obliko, podobno rožnemu cvetu. Mavčne vrtnice imajo običajno bolje definirane, ostrejše robove kot baritne vrtnice. Celestin in drugi lopatičasti evaporitni minerali lahko tvorijo tudi rozetaste grozde. Pojavijo se lahko bodisi kot posamezen cvet, podoben vrtnici, ali kot grozdi cvetov, običajno v velikosti od graha do 10 centimetrov v premeru.
Ambientalni pesek, ki je vključen v kristalno strukturo ali kako drugače prekrije kristale, se razlikuje glede na lokalno okolje. Če so prisotni železovi oksidi, dobijo rozete rjast ton.
Puščavska vrtnica je lahko znana tudi pod imeni: peščena vrtnica, saharska vrtnica, rožnata kamnina, selenitna vrtnica, mavčna vrtnica in baritna vrtnica.

## Lokacije

### Sahara
Peščene vrtnice najdemo v velikem številu v okolici slanega jezera Chott el Djerid v jugozahodni Tuniziji, pa tudi v sosednjih regijah v Alžiriji in Ghadamesu v Libiji. Lokalni prebivalci jih pridobivajo in prodajajo kot spominke turistom, kar ustvarja trajnostni dohodek lokalnemu prebivalstvu. Druge puščavske vrtnice najdemo drugod po Sahari, vendar so tiste, pridobljene v okolici Slanega jezera, še posebej lepe zaradi visokega odstotka soli v njihovi sestavi, zaradi česar so bolj kristalne in svetleče. Druge, ki vsebujejo več peska, imajo rjast ton, zato so manj bleščeče pri dnevni ali umetni svetlobi. Peščene vrtnice najdemo tudi v okolici mesta Abqaiq v Saudovi Arabiji.

### Oklahoma
Rose rock v Oklahomi je nastal v permskem obdobju, pred 250 milijoni let, ko je zahodno in osrednjo Oklahomo prekrivalo plitvo morje. Ko se je morje umaknilo, se je barit izločil iz vode in kristaliziral okoli zrn kremenčevega peska. To je za seboj pustilo veliko tvorbo rdečkastega peščenjaka, lokalno imenovanega Garberjev peščenjak, ki vsebuje usedline rožnate kamnine.
Rose rock je bil izbran za uradni kamen ameriške zvezne države Oklahoma leta 1968.

## Velikost
Običajno puščavske vrtnice merijo od trinajst do petindvajset mm v premeru. Največja, ki jo je zabeležil Oklahoma Geological Survey, je bila 43 cm v premeru in 25 cm visoka ter tehtala 57 kg. Najdeni so bili grozdi vrtnic, visoki do enega metra in težki več kot 450 kg.